# Паљево (Канал об Сочи)
Паљево (словен. Paljevo, итал. Pàglievo) је насељено место у општини Канал об Сочи, Горишка регија, Словенија.

## Историја
До територијалне реорганизације у Словенији била је у саставу старе општине Нова Горица. Паљево као самостално насеље постоји од 2007. године. Настао је издвајањем дела из насеља Плаве.

## Становништво
У попису становништва из 2011. године, Паљево је имало 18 становника.
| 2011 |
| 18   |

Напомена: Године 2007. настала издвајањем дела из насеља Плаве.